# Tartessien

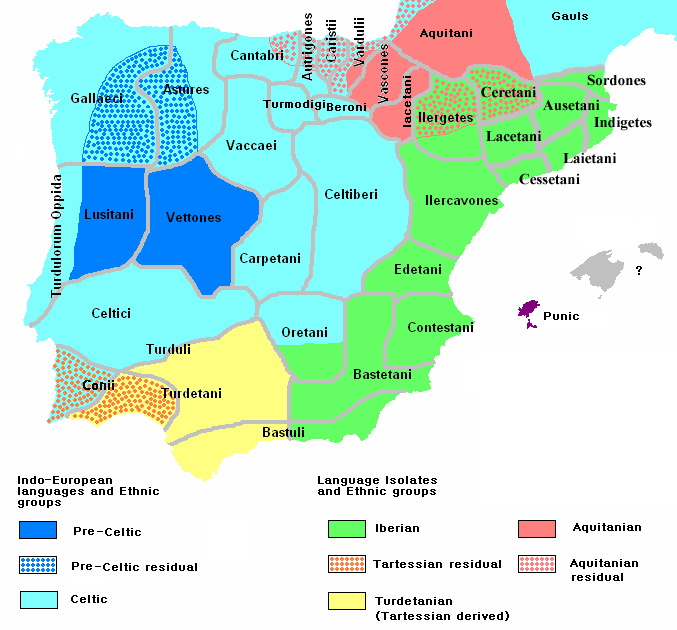
Répartition des idiomes linguistiques de la péninsule ibérique vers 200 av. J.-C.

Les langues paléo-hispaniques en accord avec les limites des inscriptions ou écritures paléo-hispaniques.

Le tartessien désigne une langue éteinte de la péninsule Ibérique d'avant la conquête romaine et rattaché à la culture de Tartessos. Elle couvrait une zone géographique correspondant aujourd'hui au sud du Tage partie Portugal, et à l'Andalousie de l'ouest partie Espagne. Aussi appelée sud-lusitanien, la langue est attestée au Ve siècle av. J.-C. par les inscriptions en écriture du Sud-Ouest ou écriture tartessienne, l'une des écritures paléo-hispaniques les plus anciennes connues.
Il était jusqu'à peu communément admis que le tartessien était une langue non-indo-européenne, à l'instar de l'ibère, dont on supposerait une filiation probable avec ce dernier. John Koch a depuis avancé l'idée que le tartessien était une langue celtique

## Textes connus
Seules 95 inscriptions ont été retrouvées, la plus longue faisant 82 caractères visibles[réf. nécessaire].